# Maria Lvova-Belova

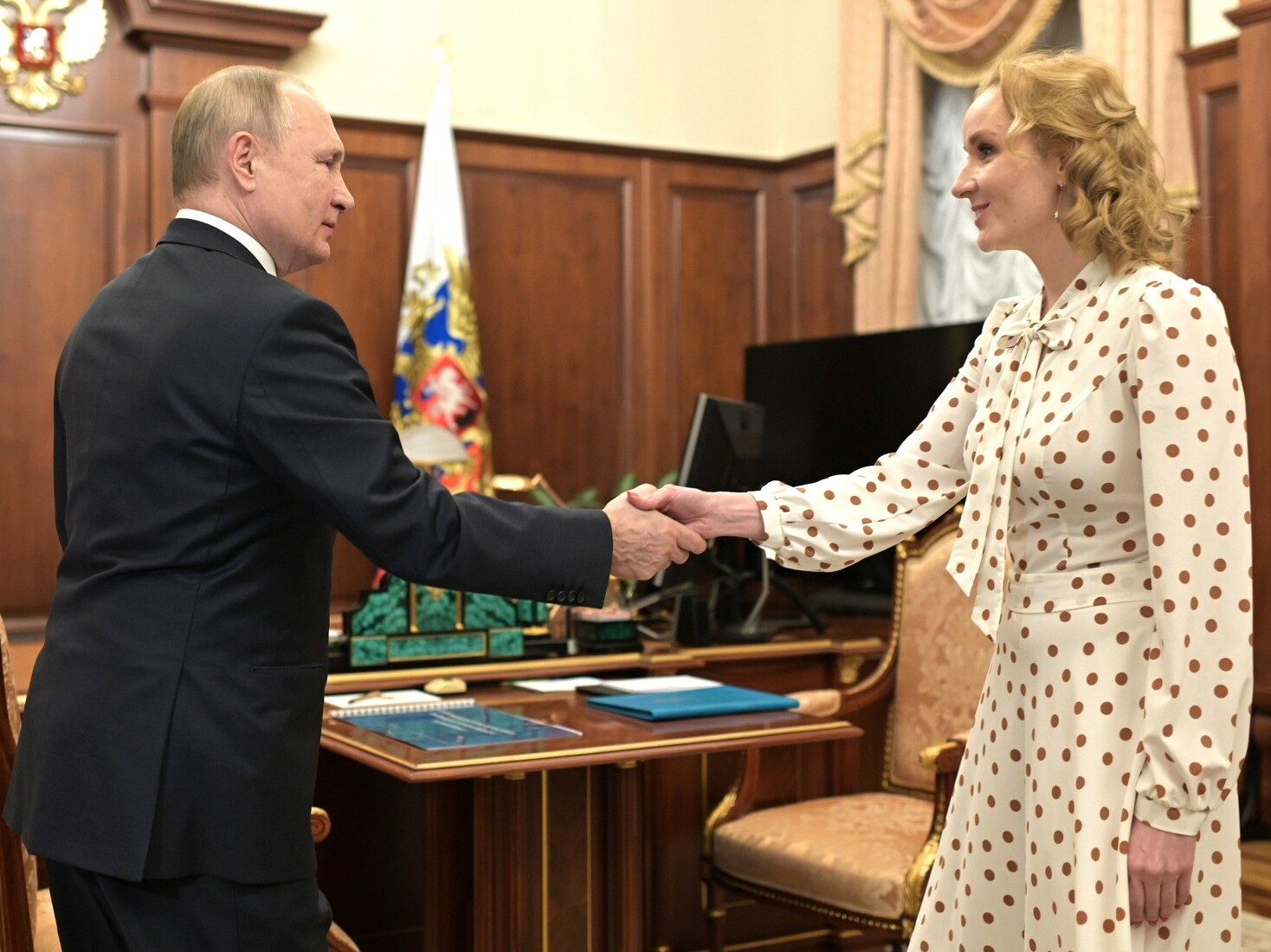
2022

Maria Alexeyevna Lvova-Belova (russo: Мария Алексеевна Львова-Белова; Penza, 25 de outubro de 1984) é uma política russa, atualmente a Comissária Presidencial para os Direitos das Crianças na Federação Russa.
Em 17 de março de 2023, o Tribunal Penal Internacional emitiu um mandado de prisão alegando deportação ilegal de crianças da Ucrânia para a Rússia durante a invasão russa da Ucrânia em 2022.

## Carreira
Nascida e criada em Penza, Lvova-Belova formou-se na Faculdade de Cultura e Artes AA Arkhangelsky em 2002 como regente. De 2000 a 2005, ela trabalhou como professora de violão em escolas de música infantil em Penza. Ela cofundou e dirigiu a organização pública regional de Penza para promover a adaptação social "Blagovest". De 2011 a 2014 e de 2017 a 2019, foi membro da Câmara Cívica do Oblast de Penza, este último mandato sobrepondo-se ao da Câmara Cívica da Federação Russa. Em 2019, ela foi eleita co-presidente da sede regional da Frente Popular Pan-Russa.
Em 2019, Lvova-Belova ingressou no partido Rússia Unida (a carteira de identidade foi entregue a ela em 23 de novembro pelo primeiro-ministro Dmitry Medvedev). Em 24 de novembro, ela foi eleita para o Presidium do Conselho Geral do Rússia Unida e tornou-se copresidente do grupo de trabalho de apoio à sociedade civil. Em setembro de 2020, o governador reeleito do Oblast de Penza, Ivan Belozertsev, a nomeou para o Conselho da Federação Russa do ramo executivo do Oblast de Penza. Após a eleição antecipada de 2021, ela foi renomeada por Oleg Melnichenko.
Em 27 de outubro de 2021, o presidente russo Vladimir Putin nomeou a senadora Maria Lvova-Belova como comissária federal para os Direitos da Criança, um mês depois que a comissária anterior Anna Kuznetsova se tornou deputada.
Lvova-Belova foi acusada por autoridades ucranianas e britânicas de supervisionar a deportação forçada e a adoção de crianças da Ucrânia durante a invasão russa da Ucrânia em 2022. Após a invasão, ela foi sancionada pela União Europeia em julho de 2022 e pelo Japão em janeiro de 2023.
Um mandado de prisão de Lvova-Belova foi emitido pelo Tribunal Penal Internacional em 17 de março de 2023, que afirma que ela é responsável pela deportação ilegal de crianças da Ucrânia para a Rússia durante a invasão; um mandado semelhante foi emitido para Putin. Ela respondeu: "É ótimo que a comunidade internacional tenha apreciado o trabalho de ajudar as crianças de nosso país, que não as deixemos na zona de guerra, que as tiremos, que criemos boas condições para eles, cerque-os de pessoas amorosas e atenciosas. Houve sanções de todos os países, até mesmo do Japão, contra mim, agora há um mandado de prisão, eu me pergunto o que acontecerá a seguir - bem, continuamos a trabalhar."

## Vida pessoal
Lvova-Belova é casada com Pavel Kogelman, um padre da Igreja Ortodoxa Russa e ex-programador, desde 2003. Eles têm cinco filhos biológicos e dezoito filhos adotivos. Os primeiros nasceram em 2005, 2007, 2010, 2014 e 2018. Em fevereiro de 2023, ela adotou um menino de 15 anos de Mariupol, o que causou polêmica devido à questão do sequestro concomitante.